# عشق از مرگ سردتر است
عشق از مرگ سردتر است (آلمانی: Liebe ist kälter als der Tod) فیلمی درام به کارگردانی راینر ورنر فاسبیندر است که در سال ۱۹۶۹ منتشر شد. از بازیگران آن می‌توان به هانا شیگولا، راینر ورنر فاسبیندر، پیتر برلینگ و توماس هیل اشاره کرد. این فیلم نخستین فیلم بلند فاسبیندر است.